# Forêt d'Amejoud
Forêt d'Amejoud (en berbère : Amejuḍ / en caractères tifinaghs : ⴰⵎⴻⵊⵓⴹ / en arabe : غابة أمجوض) est une forêt de la grande Kabylie situé à 5 km au sud de la commune de Tizi ouzou, en Algérie. Cette forêt est gérée par la Conservation des forêts de Tizi Ouzou sous la tutelle de la Direction générale des forêts (DGF).

## Localisation

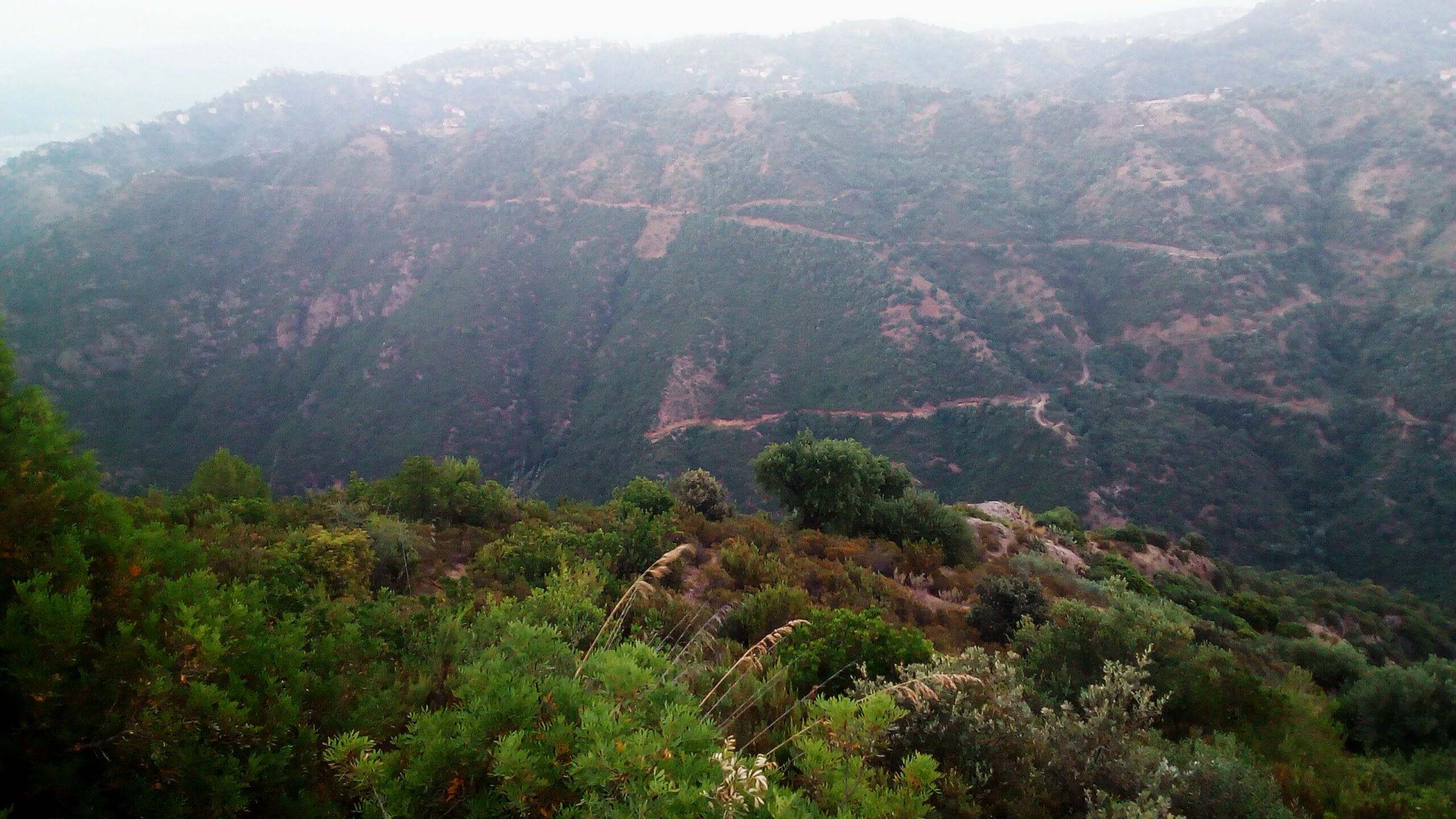
Vue vers la Forêt d'amejoud limite avec la région de Bouhinoune.

- Au nord : la commune de Tizi ouzou.
- À l'est : la commune de Bouhinoune et Béni Zmenzer
- À l'ouest : l'arsh de  Betrouna et Imezdaten.
- Au sud : le Village d'imezdaten et la commune de Maâtkas.

|                       | Tizi Ouzou         |                            |
| Betrouna et Imezdaten | Amejoud            | Bouhinoune et Béni Zmenzer |
|                       | imezdaten, Maâtkas |                            |